# Snave, Assens kommun
Snave är en tätort i Assens kommun i Region Syddanmark i Danmark. Tätorten har 211 invånare (2024). Den ligger på Fyn, cirka 10,5 kilometer sydost om Assens.